# Wilton Graff
Wilton Graff, nato Wilton Calvert Ratcliffe (Saint Louis, 13 agosto 1903 – Pacific Palisades, 13 gennaio 1969), è stato un attore statunitense.

## Filmografia parziale

### Cinema
- Bulldog Drummond Strikes Back, regia di Frank McDonald (1947)
- Le avventure di Capitan Blood (Fortunes of Captain Blood), regia di Gordon Douglas (1950)
- Lili, regia di Charles Walters (1953)
- Gli amanti dei 5 mari (The Sea Chase), regia di John Farrow (1955)
- Bloodlust!, regia di Ralph Brooke (1961)

### Televisione
- Frida (My Friend Flicka) – serie TV, episodio 1x02 (1955)
- The Gray Ghost – serie TV, episodio 1x37 (1958)
- The Restless Gun – serie TV, episodio 2x35 (1959)
- Peter Gunn – serie TV, episodio 2x14 (1959)
- Surfside 6 – serie TV, episodio 1x09 (1960)
- Ispettore Dante (Dante) – serie TV, episodio 1x21 (1961)
- Corruptors (Target: The Corruptors) – serie TV, episodio 1x28 (1962)
- The Dick Powell Show – serie TV, episodio 2x14 (1963)